# Liên đoàn bóng đá quốc gia Eritrea
Liên đoàn bóng đá quốc gia Eritrea (tiếng Ả Rập: اتحاد إريتريا لكرة القدم) là tổ chức quản lý, điều hành các hoạt động bóng đá ở Eritrea. Liên đoàn quản lý đội tuyển bóng đá quốc gia Eritrea và tổ chức giải vô địch bóng đá Eritrea. Liên đoàn bóng đá Eritrea gia nhập CAF năm 1994 và FIFA năm 1998.